# Kim Brodersen
Kim Brodersen (* um 1962) ist ein dänischer Badmintonspieler.

## Karriere
Kim Brodersen wurde 1979 dänischer Juniorenmeister der Altersklasse U17. 1984 war er bei den Czechoslovakian International erfolgreich, 1985 bei den French Open und den Norwegian International. 1986 siegte er bei den Austrian International, 1988 bei den Bitburger Open.

## Sportliche Erfolge
| Saison    | Veranstaltung                                    | Disziplin    | Platz | Name                               |
| --------- | ------------------------------------------------ | ------------ | ----- | ---------------------------------- |
| 1978/1979 | Dänemark: Einzelmeisterschaften der Junioren U17 | Herreneinzel | 1     | Kim Brodersen, Odense              |
| 1984      | Czechoslovakian International                    | Herrendoppel | 1     | Kim Brodersen / Claus Thomsen      |
| 1984      | Czechoslovakian International                    | Herreneinzel | 1     | Kim Brodersen                      |
| 1985      | French Open                                      | Herrendoppel | 1     | Kim Brodersen / Claus Thomsen      |
| 1985      | French Open                                      | Herreneinzel | 1     | Kim Brodersen                      |
| 1985      | Norwegian International                          | Herreneinzel | 1     | Kim Brodersen                      |
| 1985      | Poona Open                                       | Herreneinzel | 1     | Kim Brodersen                      |
| 1986      | Austrian International                           | Herreneinzel | 1     | Kim Brodersen                      |
| 1988      | Bitburger Open                                   | Herreneinzel | 1     | Kim Brodersen                      |
| 1998/1999 | Dänemark: Seniorenmeisterschaften 35+            | Herreneinzel | 1     | Kim Brodersen, Gladsaxe            |
| 2006      | Senioren-Europameisterschaft 40+                 | Herreneinzel | 2     | Kim Brodersen                      |
| 2006      | Senioren-Europameisterschaft 40+                 | Herrendoppel | 3     | Morten Christensen / Kim Brodersen |
| 2009      | Senioren-Weltmeisterschaft 45+                   | Herreneinzel | 2     | Kim Brodersen                      |